# Praça Cidade do Luso
Die Praça Cidade do Luso ist ein Platz in der Stadtgemeinde Olivais der portugiesischen Hauptstadt Lissabon.

## Geschichte
Der trapezförmige Platz wurde Ende der 1960er Jahre zwischen den Parzellen 195–199 und 205–208 im Abschnitt C des Neubaugebiets Olivais Sul angelegt. Er wurde als zentraler Platz des Wohnviertels konzipiert mit Geschäften der Nahversorgung und Cafés und blieb bis zum Bau des Einkaufszentrums Spacio Shopping kommerzieller Mittelpunkt des Viertels.
Wie 13 andere Straßen und Plätze in der Nachbarschaft erhielt der Platz per Erlass der Câmara Municipal von Lissabon am 10. April 1969 den Namen einer Stadt in der damals portugiesischen Kolonie Angola und wurde nach der Provinzhauptstadt Luso (heute Luena) benannt. 
Im Zentrum des Platzes wurde am 4. Juni 1988 anlässlich des 100. Geburtstages des Dichters Fernando Pessoa die Eisenskulptur Homenagem a Fernando Pessoa des portugiesischen Bildhauers José João Brito enthüllt.